# Швейцария на «Евровидении-1993»
Швейцария участвовала в тридцать восьмом выпуске телевизионного конкурса Евровидение-1993, проходившем в Миллстрите, Ирландия. Страну представляла юная канадская певица и актриса Анни Коттон с песней Moi, tout simplement. По итогам голосования Коттон завоевала бронзовую медаль, набрав 148 очков. Этот результат позволил Швейцарии принять участие на Евровидение-1994 с песней Sto pregando в исполнении Дуилио. Также, это был последний крупнейший результат страны в XX веке и до 2019 года успех Анни Коттон был неповторим ни одним из швейцарских представителей.

## Предыстория
К моменту конкурса 1993 года Швейцария участвовала тридцать семь раз на Евровидении с момента своего дебюта как одна из первых семи стран на конкурсе 1956 года. Страна выигрывала конкурс дважды: в том же 1956 году с песней Refrain в исполнении Лиз Ассиа и в 1988 году с песней Ne partez pas sans moi в исполнении канадской певицы Селин Дион. Швейцария также организовывала проведение Евровидения дважды: в 1956 году в Лугано и в 1989 году в Лозанне. На Евровидение-1992 композиция Mister Music Man Дейзи Оврэ заняла 15-е место из 23, набрав 32 очка.
Швейцарский национальный вещатель SRG SSR idée suisse отвечает за организацию отбора и выбор заявки Швейцарии на Евровидение. С 1981 года телекомпания проводила национальный финал Concours Eurovision для выбора заявки среди различных артистов и песен. Для участие на Евровидение-1993 процедура проведения национального финала была применена вновь.

## До «Евровидения»

### Национальный финал
Швейцарский национальный финал состоялся 6 февраля 1993 года в телестудии Schweizer Fernsehen в Цюрихе. Ведущей конкурса была певица Сандра Штудер, представлявшая страну на Евровидение-1991 под именем Сандра Симо. Победитель был определён посредством голосов трёх региональных жюри и жюри, представителей прессы и музыкальных экспертов.
| Порядок выступления | Исполнитель | Название песни               | DRS | TSR | TSI | Эксперты и пресса | Всего | Место |
| ------------------- | ----------- | ---------------------------- | --- | --- | --- | ----------------- | ----- | ----- |
| 1                   | Крис Лоренс | Zwei Leben im Strom der Zeit | 4   | 2   | 5   | 3                 | 14    | 4     |
| 2                   | Анни Коттон | Moi, tout simplement         | 8   | 8   | 6   | 8                 | 30    | 1     |
| 3                   | Мэри        | Non siamo angeli             | 1   | 1   | 2   | 1                 | 5     | 7     |
| 4                   | Наташа      | Pour toujours                | 2   | 3   | 1   | 2                 | 8     | 6     |
| 5                   | Diaspro     | Riflesso                     | 5   | 5   | 8   | 6                 | 24    | 2     |
| 6                   | Юрг Стейн   | Antarctica                   | 3   | 4   | 3   | 4                 | 14    | 4     |
| 7                   | Scarlet     | Donner                       | 6   | 6   | 4   | 5                 | 21    | 3     |

## На «Евровидении»
Анни Коттон выступала четвёртой в ночь конкурса, между Германией и Данией. Как одного из фаворитов на победу, наряду с Ирландией, Нидерландами и Норвегией, букмекеры номинировали Швейцарию на четвёртое место. По итогам голосования Анни Коттон набрала 148 очков, включая 12 очков от Франции, Германии и Люксембурга. Подтверждая букмекерские прогнозы, Швейцарии удалось собрать очки от всех стран-участниц, за исключением Турции и Боснии. 12 баллов жюри присудило победителю Евровидения Ирландии. Дирижёром оркестра от Швейцарии выступал Марк Соррентино.

### Голосование
| Очки      | Страна                            |
| --------- | --------------------------------- |
| 12 баллов | - Германия - Люксембург - Франция |
| 10 баллов | - Великобритания - Дания - Италия |
| 8 баллов  | - Бельгия - Нидерланды - Словения |
| 7 баллов  | - Греция - Ирландия               |
| 6 баллов  | - Австрия - Кипр - Швеция         |
| 5 баллов  | - Мальта                          |
| 4 балла   | - Израиль - Исландия - Финляндия  |
| 3 балла   | - Испания - Норвегия              |
| 2 балла   | - Хорватия                        |
| 1 балл    | - Португалия                      |

| Очки      | Страна         |
| --------- | -------------- |
| 12 баллов | Ирландия       |
| 10 баллов | Норвегия       |
| 8 баллов  | Швеция         |
| 7 баллов  | Мальта         |
| 6 баллов  | Испания        |
| 5 баллов  | Великобритания |
| 4 балла   | Франция        |
| 3 балла   | Хорватия       |
| 2 балла   | Германия       |
| 1 балл    | Италия         |